# Магура (Салаж)
Магура (рум. Măgura) насеље је у Румунији у округу Салаж у општини Појана Бленкиј. Oпштина се налази на надморској висини од 464 m.

## Становништво
Према подацима из 2002. године у насељу је живело 20 становника, од којих су сви румунске националности.